# Juan de Torquemada (misionero)

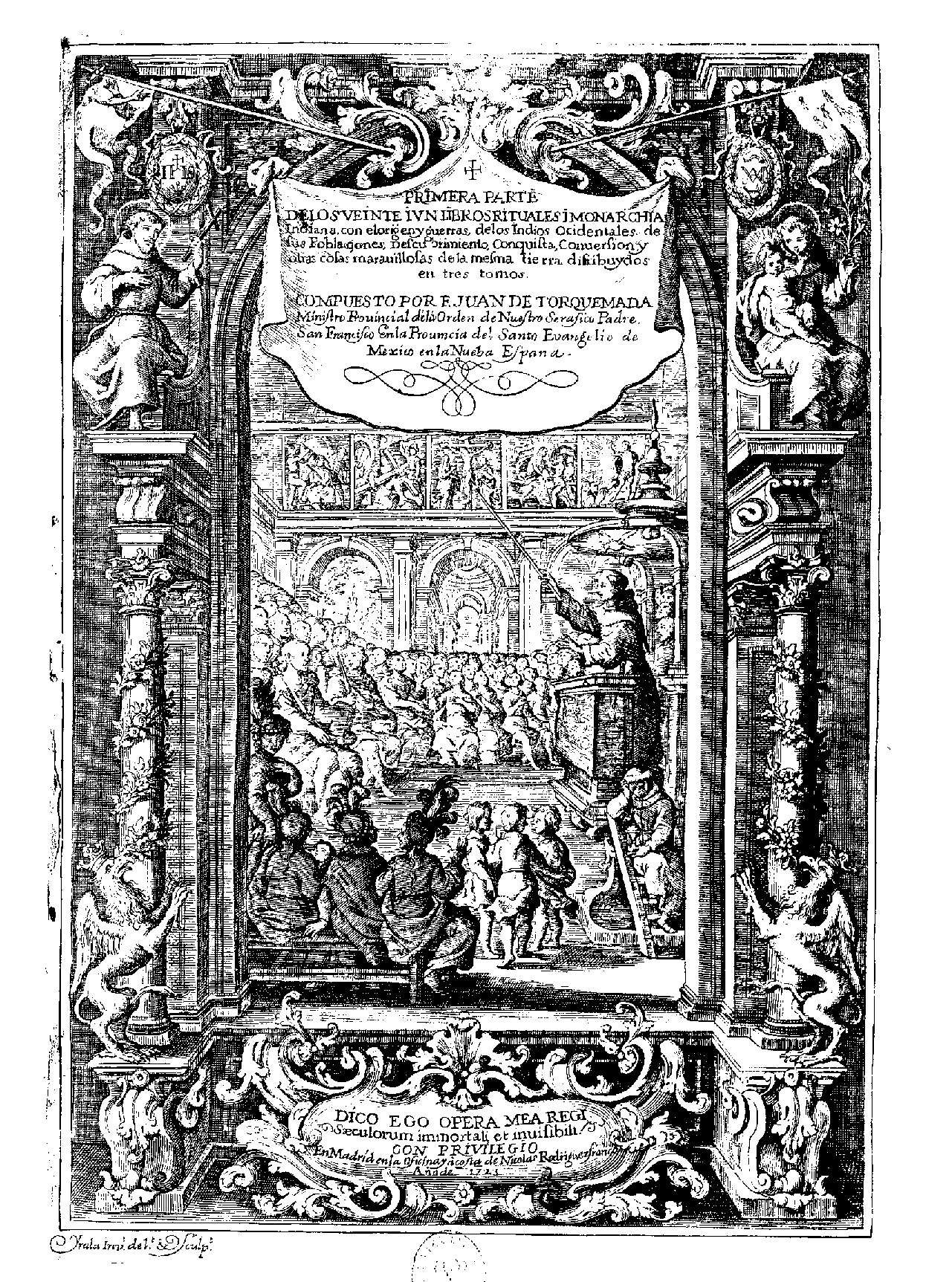
Matías de Irala, frontispicio del tratado de fray Juan de Torquemada De los veinte i un libros rituales i Monarchia indiana con origen y guerras de los Indios occidentales, Madrid, 3 vols. 1723

Fray Juan de Torquemada (c. 1557. Torquemada, España - 1624. Ciudad de México, Nueva España) fue un eclesiástico franciscano e historiador español. Autor de obras en su mayoría relacionadas con la cultura antigua de México y del siglo XVI.

## Vida y ministerio
Probablemente nacido en la Villa de Torquemada, Castilla la Vieja, entre 1557 y 1565, radicó en la Nueva España desde muy joven. A fines del siglo XVI ingresó en la orden de San Francisco de Asís. Fue discípulo de Fray Juan Bautista y se cree que también lo fue de Fray Bernardino de Sahagún. Es probable que también tuviera trato personal con Fray Jerónimo de Mendieta. Fue misionero en varias partes de la Nueva España, y allí en 1609 fue nombrado cronista de la Orden franciscana.
Torquemada fungió como guardián del convento en Tlaxcala, donde comenzó su interés por las culturas prehispánicas, al estudiar la zona cerca del cerro de Xochitecatl. También fue guardián del convento de Zacatlán de las Manzanas, Puebla, en 1601. 
Realizó estudios en lenguas indígenas y compiló códices y manuscritos, de los cuales se basó para escribir sus posteriores obras. También tenía estudios básicos sobre arquitectura. Aprovechando estos conocimientos y a petición del Virrey Juan de Mendoza y Luna, Marqués de Montesclaros, en 1604 empezó a dirigir en la Ciudad de México la reconstrucción de las calzadas de los Misterios y de Chapultepec, las cuales habían sido dañadas por inundaciones. También en la Ciudad de México, dirigió la construcción del templo de Santiago Tlatelolco en 1609, proyectado originalmente por Fray Juan Bautista. 
Juan de Torquemada tuvo el cargo de guardián del convento de Santiago Tlatelolco. Precisamente allí durante el tiempo que dirigía la construcción de unos retablos, febrero de 1605, unos pintores indígenas que trabajaban a su cargo, lo acusaron ante las autoridades virreinales y ante el arzobispo de México: Fray García de Mendoza y Zúñiga, por maltratos, de azotarlos con saña sí cometían alguna falta, de obligarlos a trabajar los domingos y días festivos, de no pagarles y en especial por haber azotado más de la cuenta al anciano mayoral de estos pintores llamado Agustín García, al grado de dejarlo gravemente herido, tan sólo porque éste presuntamente había faltado a trabajar aunque fuera en día festivo.
Desafortunadamente no se sabe en que terminó este litigio, si se sancionó o no a Juan de Torquemada; pero este hecho evidenció el carácter violento del fraile y las condiciones en que trabajaban sus fieles. Aunque en esa época era costumbre que los patrones azotaran a sus peones si éstos cometían algún yerro. Aparte de eso, era normal en aquella época que a los indígenas que trabajaban para conventos sólo se les remunerara con comida. Pero según el testimonio de estos pintores y otros testigos, Torquemada se excedía azotándolos desnudos y en público. 
Torquemada dirigió la construcción de retablos de Santiago Tlatelolco, Xochimilco y otros que fueron enviados a Michoacán y Oaxaca.
En 1613, Juan de Torquemada ocupó el cargo de guardián del Convento de Xochimilco.
Torquemada murió en Santiago Tlatelolco, en 1624.

## Obra
Escribió obras tales como Vida y milagros del santo confesor de Cristo, fray Sebastián de Aparicio, fraile lego de la orden del seráfico padre San Francisco de la provincia del Santo Evangelio (1601) simplemente conocida con el título abreviado de Vida de fray Sebastián de Aparicio. Esta obra fue impresa la primera vez en 1602 en los talleres del Colegio Real de Santiago Tlatelolco por uno de los impresores más importantes de la Nueva España: Diego López Dávalos teniendo como cajista al impresor holandés Cornelio Adriano César para la producción de esta obra. 
Inspirado en códices y manuscritos, Torquemada empezó a escribir sobre la cultura antigua mexicana. Su obra cumbre es Los veinte ivn libros rituales i Monarchia Indiana, con el origen y guerras de los Indios Occidentales, de sus poblazones, descubrimientos, conquista, conversión y otras cosas maravillosas de la mesma tierra, conocida con su título abreviado de Monarquía Indiana. Para realizar esta obra, Torquemada se basó en códices, pinturas, manuscritos, tradición oral y el trabajo de otros cronistas tales como Fray Bernardino de Sahagún, Fray Motolinía, Fray Francisco Jiménez, Fray Jerónimo de Mendieta, además de textos de Hernán Cortés, Francisco López de Gómara, Antonio de Herrera y otros autores anónimos. Monarquía Indiana se divide en tres partes: La primera aborda el origen e historia de los primeros pueblos del centro de México hasta la colonización. La segunda trata sobre expresiones artísticas, religión, oficios, sistemas de gobierno, administración, leyes, forma de hacer la guerra, educación, cultivos, comercio, geografía, fauna y vegetación. La tercera parte se refiere a la aculturación, especialmente sobre la conversión religiosa. 
El propósito de Monarquía Indiana, es informar sobre la evolución religiosa y costumbres en el pasado cultural de los mexicas, totonacas, purépechas, huastecos, incluyendo los pueblos de Centroamérica y justificar la conversión de los indígenas a la fe cristiana. Torquemada se tardó casi dos décadas en escribir Monarquía Indiana, se cree que entre 1592 y 1593 comenzó a reunir el material para su obra, probablemente terminó de escribirla en 1613; se imprimió en Sevilla, España en 1615 y reimpresa en Madrid, en 1723. Ha escrito otros textos y opúsculos, los cuales desafortunadamente se han perdido.

## Legado
A Juan de Torquemada se le considera uno de los principales rescatadores de la historia antigua mexicana al incluirla a la historia universal. Su aportación en el estudio de la lengua náhuatl también es significativa.